# Zamek Hohnstein
Zamek Hohnstein (niem. Schloss Hohnstein) – zabytkowy zamek w Hohnstein w Saksonii (Niemcy).
Zamek istniał już przed 1241. W 1353 roku czeski szlachcic Hinko I Berka von Dubá otrzymał warownię jako lenno od króla czeskiego Karola IV (1316-1378), późniejszego cesarza Świętego Cesarstwa Rzymskiego. Herb rodu Berka von Dubá przedstawiający dwie skrzyżowane gałęzie dębu można zobaczyć przy przedostatnim przejściu na górny dziedziniec. W 1443 zamek wszedł w posiadanie elektora saskiego Fryderyka II Łagodnego (1412-1464).

## Galeria

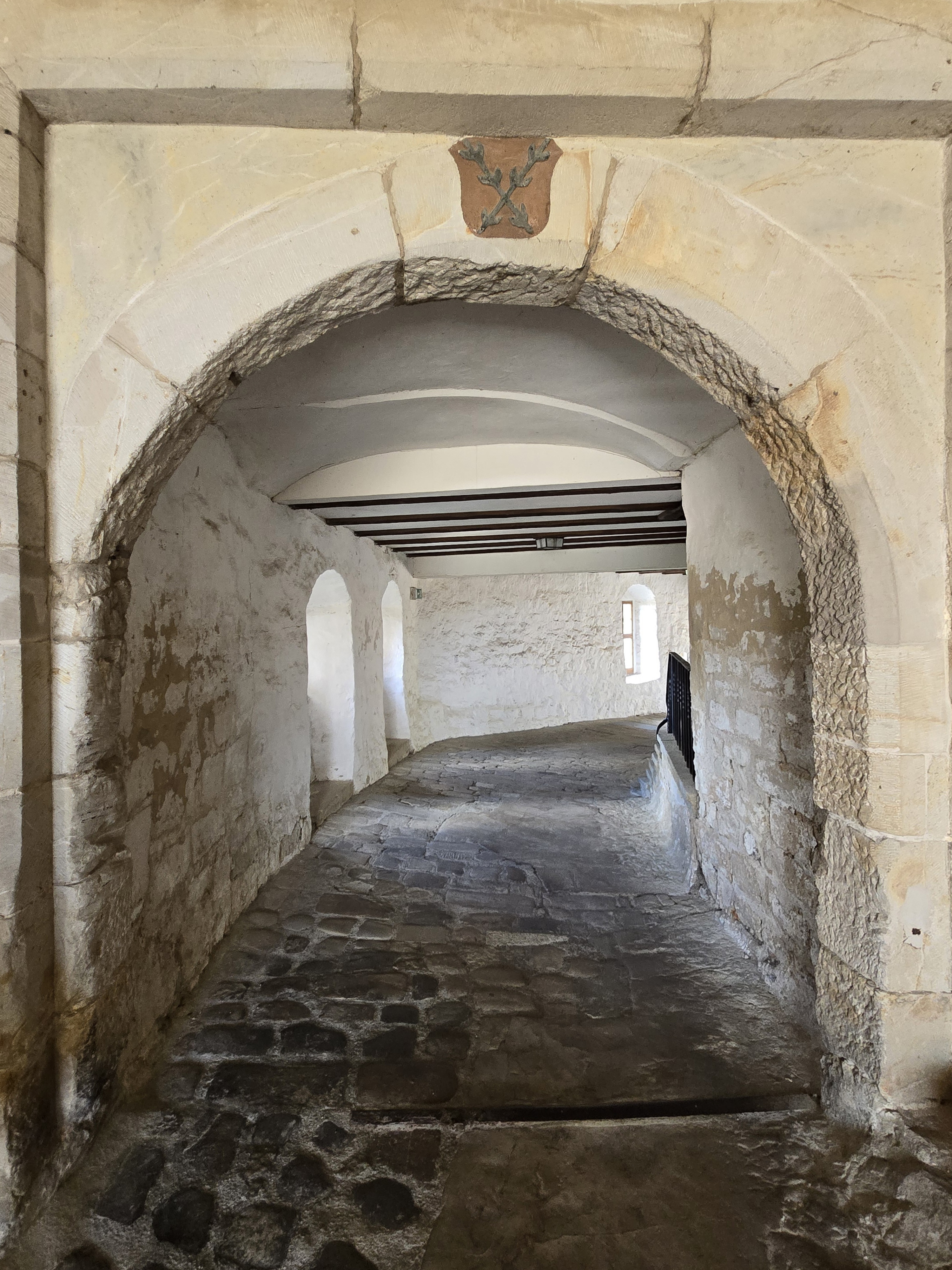
Herb Berka von Dubá und Lipa
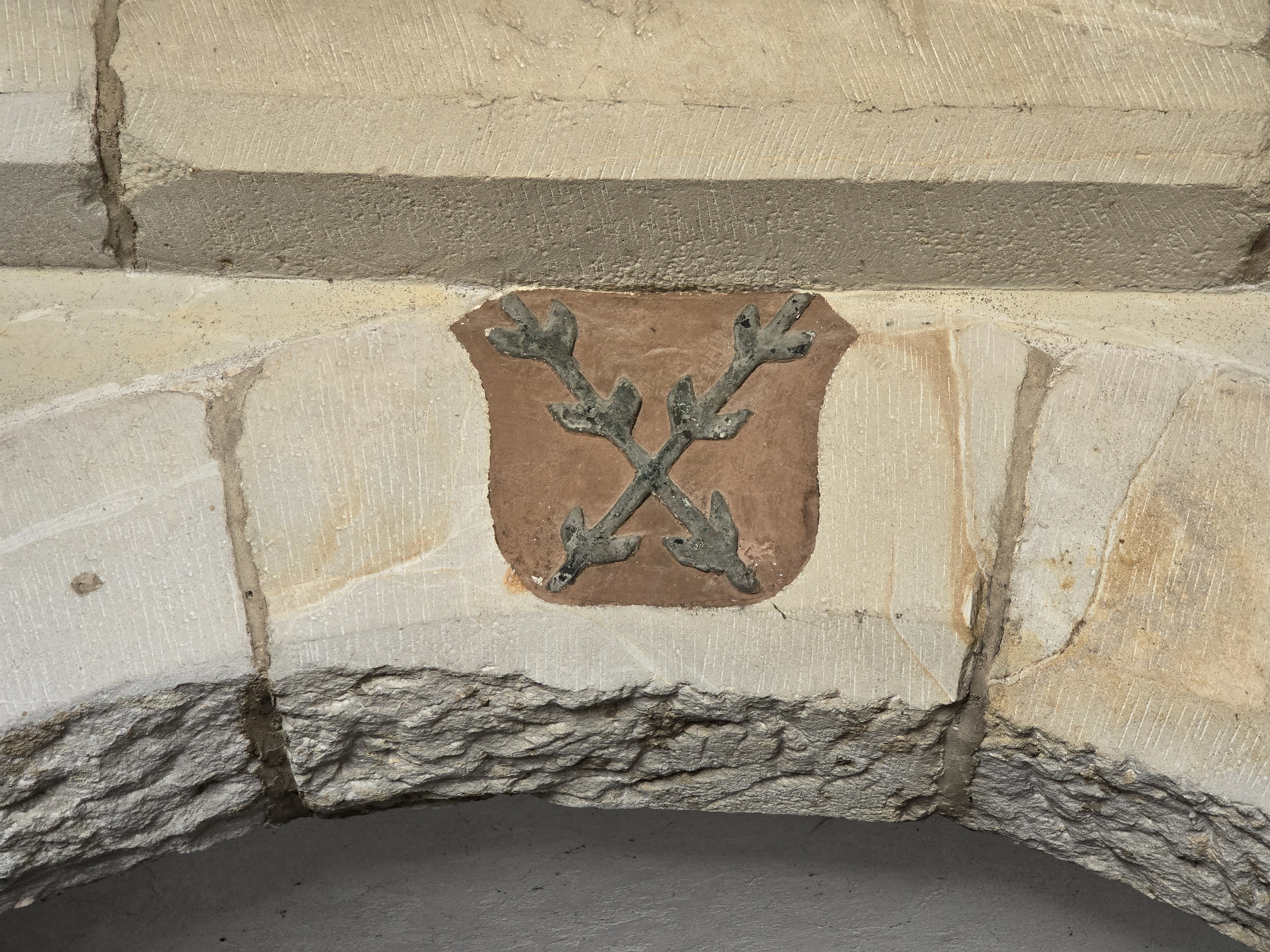
Herb Berka von Dubá und Lipa
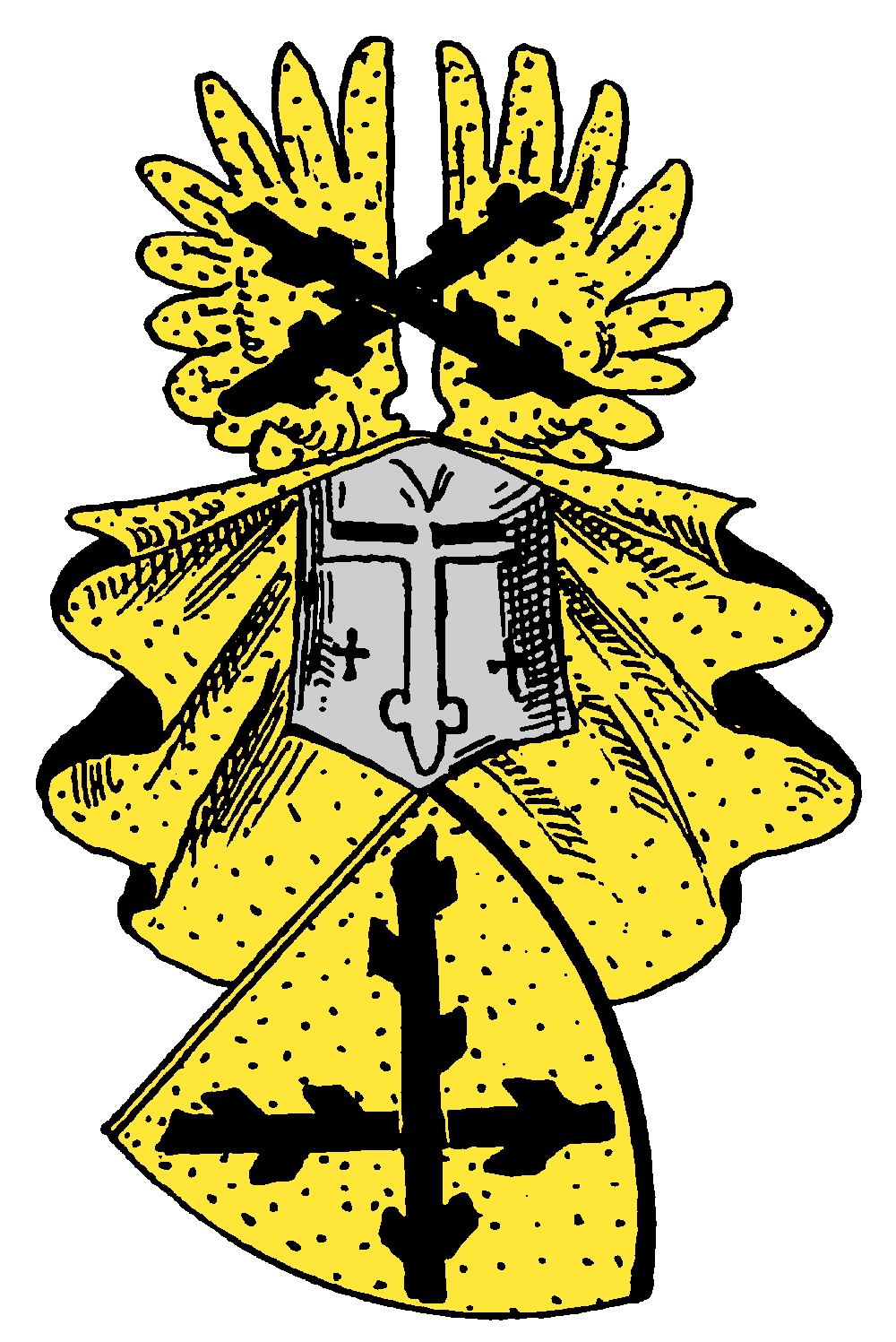
Herb Berka von Dubá und Lipa
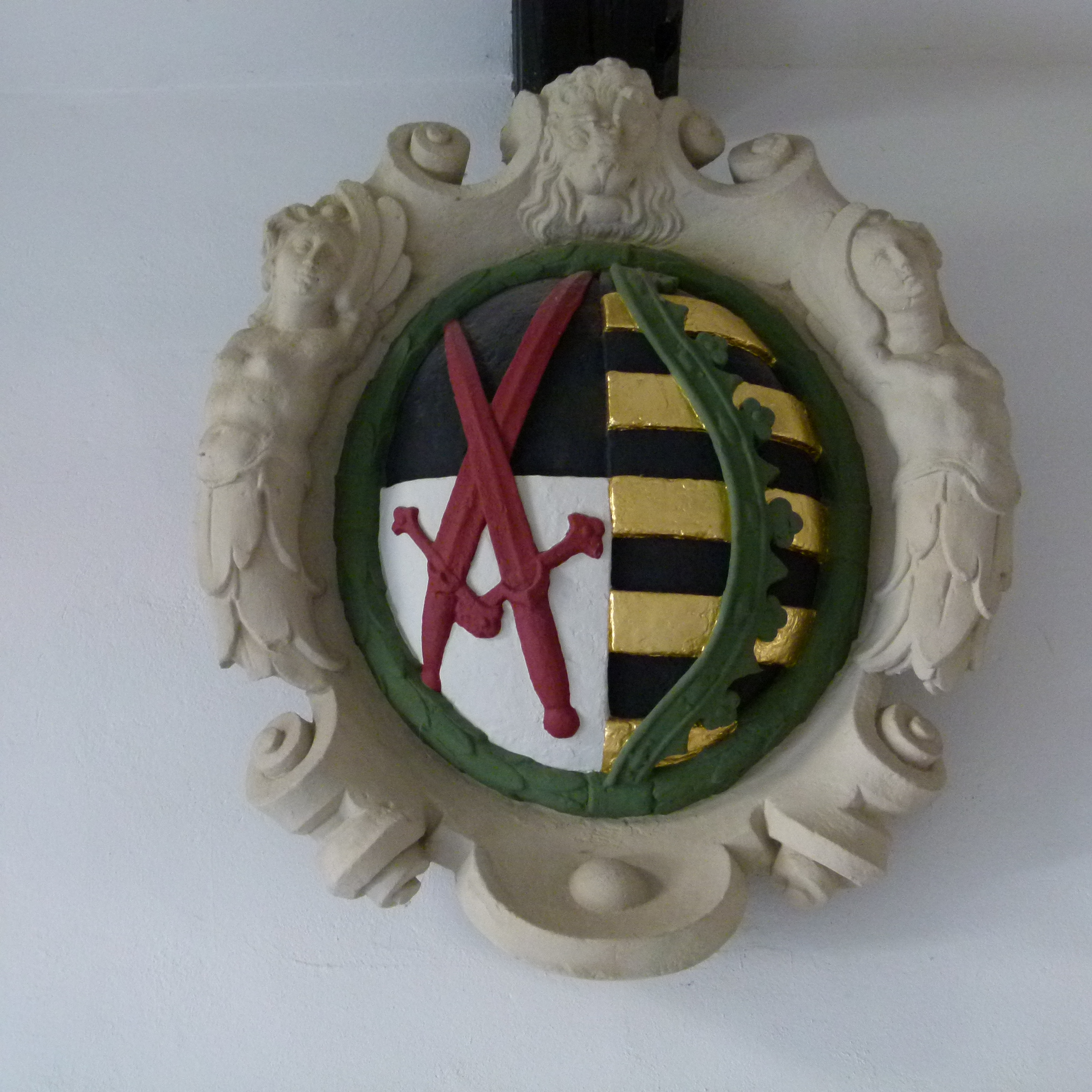
Herb Saksonii
Herb Saksonii